# The Sound of Drums
"The Sound of Drums" (intitulado "O Som dos Tambores" no Brasil) é o décimo segundo episódio da terceira temporada da série de ficção científica britânica Doctor Who, transmitido originalmente através da BBC One em 23 de junho de 2007. É o segundo dos três episódios que formam o season finale da temporada, que começou com "Utopia" na semana anterior e que foi concluído por "Last of the Time Lords" na semana seguinte. Foi escrito por Russell T Davies e dirigido por Colin Teague.
Continuando os eventos do episódio anterior, o alienígena viajante do tempo conhecido como o Mestre (John Simm) usa uma rede de satélites de telefonia móvel para hipnotizar o mundo e influenciar a população do Reino Unido a elegê-lo como Primeiro-Ministro sob o nome Harold Saxon e leva a população a acreditar que o planeta fará contato com uma raça alienígena chamada de Toclafane, que são criaturas em forma de esfera. Enquanto isso, o Doutor (David Tennant) e seus acompanhantes, Martha Jones (Freema Agyeman) e Jack Harkness (John Barrowman), tentam impedi-lo e resgatar a família de Martha, que foi capturada pelo Mestre.
Foi assistido por 7,51 milhões de telespectadores no Reino Unido.

## Enredo

Cartaz da campanha "Vote Saxon" visto no episódio

O Décimo Doutor, Jack e Martha escapam da Raça Futura usando o manipulador de vórtice de Jack para retornar à Londres atual. Eles rapidamente descobrem que o Mestre assumiu a persona de Harold Saxon e é o recém-eleito Primeiro-Ministro. O Mestre criou uma rede telefônica chamada Arcanjo que subliminarmente influenciou a população a votar nele. Após sua eleição, ele mata todo o seu gabinete com gás venenoso e uma repórter que estava investigando sua identidade falsa. Os três evitam por pouco uma bomba colocada no apartamento de Martha e descobrem que a família dela foi presa. O Mestre os contata para se gabar de sua aparente vitória e revela que os três são criminosos procurados. Ele também liderou a equipe de Jack em "uma caça inútil no Himalaia", garantindo que eles também não ajudariam.
Escondido em um prédio abandonado, o Doutor usa partes do laptop de Martha e suas chaves da TARDIS para criar filtros de percepção para que eles possam se mover sem serem notados. Ele explica um pouco do passado do Mestre e conta como, quando criança, ele olhou para o vórtice do tempo e ficou louco. Eles veem uma reportagem na TV de que o Mestre está planejando revelar o primeiro contato da humanidade com uma raça alienígena conhecida como Toclafane no dia seguinte. A UNIT assume a reunião e a move para o porta-aviões voador Valiant. O Mestre aceita e embarca na nave com sua esposa Lucy. O Doutor, Martha e Jack se teletransportam a bordo e descobrem que a TARDIS foi convertida pelo Mestre em uma Máquina de Paradoxo que está acumulando energia para ser ativada no momento marcado do primeiro contato.
O Doutor, Martha e Jack entram na ponte do Valiant enquanto os quatro primeiros Toclafanes aparecem a bordo. O Mestre ordena que as criaturas matem o presidente dos Estados Unidos e revela que ele pode ver ao redor dos filtros de percepção, e usa sua chave de fenda a laser para matar Jack e envelhecer artificialmente o Doutor em 100 anos usando a tecnologia de manipulação genética do Professor Lazarus usando o DNA que ele tirou da mão decepada do Doutor (que Jack levou a bordo da TARDIS). Jack, tendo sido revivido, dá a Martha seu manipulador de vórtice e diz a ela para sair do Valiant.
O Mestre leva a família de Martha para a ponte enquanto a Máquina de Paradoxo é ativada. Uma fenda enorme se abre acima do Valiant, permitindo que seis bilhões de Toclafanes desçam sobre a Terra e matem um décimo da população mundial. Martha se curva diante do Doutor e ele sussurra algo em seu ouvido. Ela usa o manipulador de vórtice para escapar e promete voltar.

### Continuidade
Embora o Mestre quando criança use um terno preto e branco como aqueles usados pelos primeiros Senhores do Tempo vistos em The War Games (1969), os Senhores do Tempo adultos vistos no episódio aparecem com as roupas cerimoniais que estrearam em The Deadly Assassin (1976). Criado pelo então designer da BBC James Acheson antes de sua carreira no cinema, as enormes golas rígidas dessas roupas continuaram sendo o visual distinto para os oficiais da raça do Doutor. As golas usadas eram as originais, emprestadas da Doctor Who Exhibition em Blackpool.
Ao se dirigir às câmeras de imprensa no final do episódio, o Mestre inicia seu discurso com "Gente da Terra, por favor, ouçam com atenção". Isso parafraseia parte de um discurso que ele proferiu no último episódio de Logopolis (1981), que começou com "Pessoas do universo, por favor, ouçam com atenção". O Mestre aparece curtindo um episódio de Teletubbies, que dá continuidade ao seu fascínio por programas infantis que já era visto em The Sea Devils, quando apareceu assistindo ao programa Clangers. Em ambos os casos ele enfatizou o quão incrível seria se esses personagens fossem reais.
O Doutor já havia envelhecido prematuramente em The Leisure Hive.